# Velké Hamry
Pour les articles homonymes, voir Hamry.
Velké Hamry (en allemand : Großhammer, précédemment : Groß Hammer, littéralement « gros marteau ») est une ville du district de Jablonec nad Nisou, dans la région de Liberec, en République tchèque. Sa population s'élevait à 2 694 habitants en 2021.

## Géographie
Velké Hamry se trouve à 11 km à l'est de Jablonec nad Nisou, à 20 km à l'est-sud-est de Liberec et à 95 km au nord-est de Prague.
La commune est limitée par Smržovka et Tanvald au nord, par Kořenov au nord-est, par Zlatá Olešnice à l'est, par Plavy et Zásada au sud, et par Pěnčín à l'ouest.

## Histoire
La première mention écrite de la localité date de 1624, mais des marteaux pour battre le fer furent vraisemblablement établis au XIIIe ou au XIVe siècle dans la vallée de la Kamenice, dont la force hydraulique actionnait de nombreux moulins.

## Administration
La commune se compose de deux quartiers :
- Bohdalovice
- Velké Hamry

## Transports
Par la route, Velké Hamry se trouve à 14 km de Jablonec nad Nisou, à 24 km de Liberec et à 117 km de Prague.